# 人生劇場 飛車角と吉良常
『人生劇場 飛車角と吉良常』は、1968年10月25日に公開された日本映画。製作は東映東京撮影所。監督は内田吐夢。原作は、尾崎士郎の『人生劇場』「残侠編」。東映ヤクザ映画の原点である1963年の沢島忠監督『人生劇場 飛車角』のリメイク。1968年第42回キネマ旬報ベスト・テンの第9位に入った。これは任侠映画としては初めてのこと。配給収入は1億5848万円。

## 概要
内田吐夢は1936年に日活で『人生劇場』を製作しており、『人生劇場』二度目の映画化であるが、日活版は「青春篇」で、任侠映画ではないため、本作が内田唯一の任侠映画となる。『人生劇場 飛車角』を観たとき、血が騒ぐのを感じたという俊藤浩滋プロデューサーが、前々から一度仕事をしてみたいと思っていたこと、『人生劇場 飛車角』とはまた違う面白いものを撮ってくれるだろうという確信から内田に監督オファーを出した。内田は『飢餓海峡』を挟んで撮影していた『宮本武蔵シリーズ』全5部作の最終作『宮本武蔵 巌流島の決斗』を最後に東映との契約が切れ、その後、各社から多くの監督オファーがあったが全て日の目を見ず、東映からのオファーを受けざるを得なかった。「ぼくはリバイバルはやりません」と話していた内田が「青春篇」と「残侠編」の違いはあるにせよ、同じ人物が登場する題材を手掛けなければならない苦しさがあった。かつての「青春篇」では自分の姿を青成瓢吉に投影させたが、本作では辰巳柳太郎扮する老侠客に自己を重ね合わせている。

## スタッフ
- 製作：大川博
- 企画：俊藤浩滋、大久保忠幸、吉田達
- 監督：内田吐夢
- 助監督：三堀篤
- 脚本：棚田吾郎
- 原作：尾崎士郎
- 撮影：仲沢半次郎
- 音楽：佐藤勝
- 美術：藤田博
- 録音：小松忠之
- 照明：梅谷茂
- 編集：長沢嘉樹

## 出演
- 飛車角：鶴田浩二
- 小金：若山富三郎
- おとよ：藤純子
- 青成瓢太郎：中村竹弥
- 寺兼：大木実
- 黒馬先生：信欣三
- 丈徳：天津敏
- デカ虎：山本麟一
- 村井国夫
- 熊吉：山城新伍
- 大横田：遠藤辰雄
- 奈良平：名和宏
- 高見：亀石征一郎
- 白鉄：八名信夫
- 北川恵一
- サブ：伊達弘
- 佐藤晟也
- 警官：関山耕司
- 吹岡：岡野耕作
- 小林稔侍
- 青成瓢吉：松方弘樹
- お袖：左幸子
- 吉良常：辰巳柳太郎
- 宮川：高倉健

## 製作

### キャスティング
東映の看板女優・佐久間良子が契約更改で、当時東映と揉めていて、佐久間が松竹『わが闘争』で初めて他社出演し、次いで三船敏郎が大川博東映社長に三船プロ製作・東宝配給の『風林火山』の由布姫役に佐久間を借りたいと直に申し入れ了承されたことから、その見返り（バーター）として、本作の吉良常役に三船が九分通り決まったという報道もされたが実現しなかった。

## 興行
1968年10月12日から10月27日までメキシコシティーオリンピックが開催され、NHKが宇宙中継に7億円かけて連日朝から晩までテレビ放映し、高視聴率を続け大衆をお茶の間に縛り付けた。この影響で映画興行は大きな影響を受けたが、この年9月に一映画会社の社長に匹敵する権限を持つ東映映画本部長に就任した岡田茂が、進退を懸けて、大人入場料をそれまでの450円を500円にする値上げを断行（東京都内5館を含む名古屋など全国17館、一部30円値上げ）。他社も追随したが、この値上げ効果により、配給収入1億5848万円を記録した。値上げの罪滅ぼしとして12月1日の映画の日に入場料を半額にしようという案が映連内で初めて上がり、五社は賛成したが、洋画系配給会社と全興連の下の興行者側が反対し、この年は実現できなかった。

## 同時上映
『夜の歌謡シリーズ 命かれても』
- 脚本：成沢昌茂 / 監督：鷹森立一 / 主演：梅宮辰夫
- 『夜の歌謡シリーズ』第3作。